# Diksprietregendaas
De diksprietregendaas (Haematopota crassicornis) is een vliegensoort uit de familie van de dazen (Tabanidae). De wetenschappelijke naam van de soort is voor het eerst geldig gepubliceerd in 1848 door Wahlberg.